# Julie Smith, Baroness Smith of Newnham

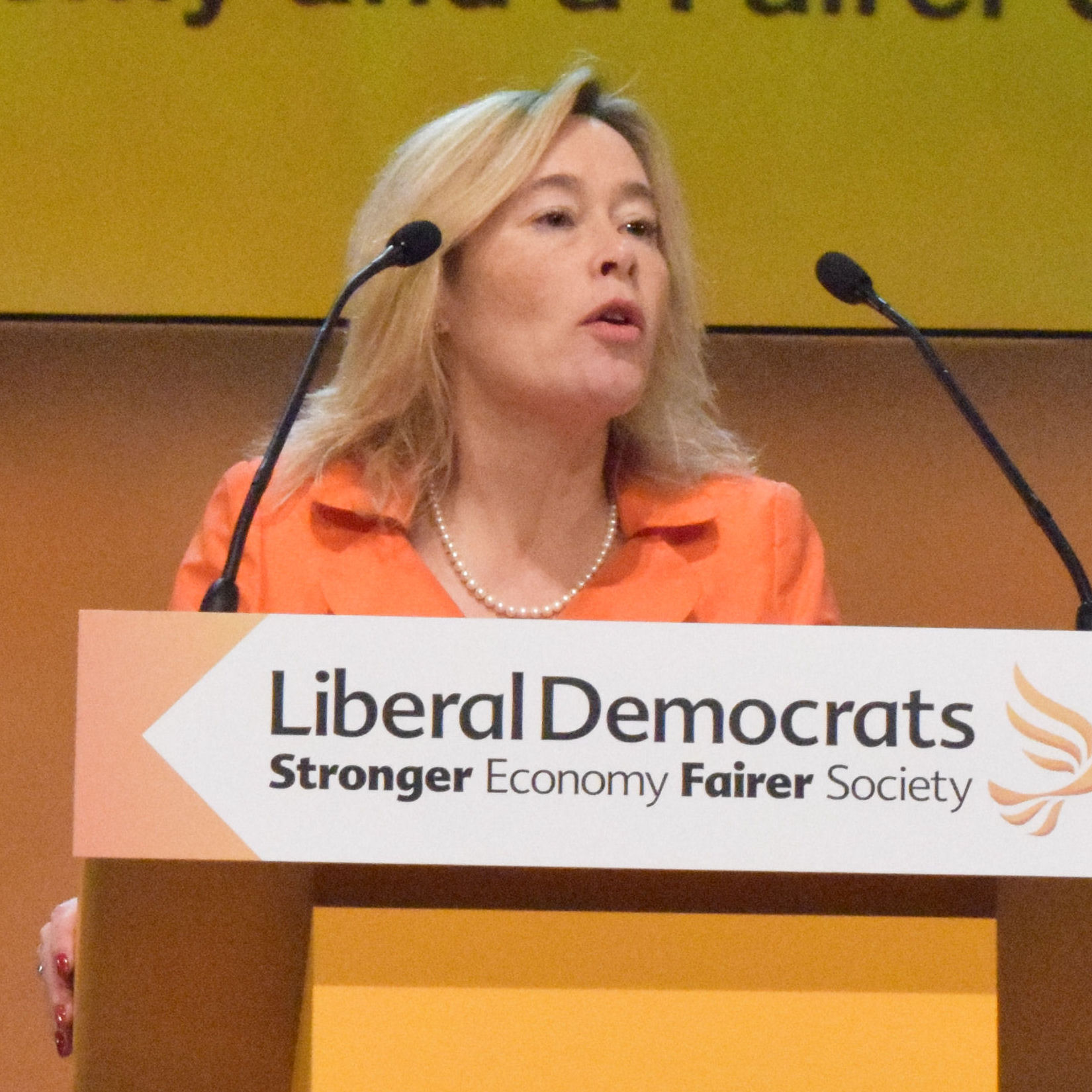
Julie Smith spricht bei einer Konferenz der Liberaldemokraten in Glasgow, 2014

Julie Elizabeth Smith, Baroness Smith of Newnham (* 1. Juni 1969) ist eine britische Politologin und Gemeinderätin der Liberaldemokraten.

## Leben
Julie Smith besuchte die Merchant Taylors' Girls' School, eine in Great Crosby (Merseyside) ansässige private Mädchenschule, und erhielt ihre weitere Ausbildung im Brasenose College sowie St Antony’s College der Universität Oxford. Sie ist Politologin mit Schwerpunkt Europapolitik und Dozentin für internationale Beziehungen an der Universität Cambridge sowie Fellow des zu dieser Hochschule gehörigen Robinson College.
Nicht nur eine akademische, sondern auch eine politische Karriere schlug Julie Smith ein. Seit 2003 ist sie Gemeinderätin der Liberaldemokraten für  Newnham im Stadtrat von Cambridge. Ferner ist sie stellvertretende Vorsitzende des bundespolitischen Ausschusses der Liberaldemokraten.
Im August 2014 wurde bekanntgegeben, dass die Erhebung von Julie Smith zum Life Peer bevorstand. Am 12. September 2014 verlieh ihr Königin Elisabeth II. den Titel Baroness Smith of Newnham, of Crosby in the County of Merseyside.

## Publikationen
- Citizens’ Europe?: European Elections and the Role of the European Parliament. Royal Institute of International Affairs, 1994, ISBN 0-905031-84-9.
- Voice of the people: European Parliament in the 1990s. Royal Institute of International Affairs, 1995, ISBN 0-905031-88-1.
- Europe’s elected parliament (Contemporary European Studies). Sheffield Academic Press, 1999, ISBN 1-85075-999-5.